# Bohemikum (bohemistika)
Bohemikum (mn. č. bohemika) je označení českého slova v cizojazyčném textu. Tento význam se nejčastěji používá v souvislosti s ojedinělými česky psanými fragmenty v latinské Kosmově kronice, především osobními jmény a místopisnými názvy.
Pokročilejším stádiem ve vývoji literatury jsou potom bohemismy – slovní spojení či věty.